# 伊奈波神社
伊奈波神社（いなばじんじゃ）は、岐阜県岐阜市伊奈波通りにある神社。式内社論社、美濃国三宮で、旧社格は国幣小社。
2015年（平成27年）4月24日、「信長公のおもてなし」が息づく戦国城下町・岐阜 」の構成文化財として日本遺産に認定される。

## 祭神
垂仁天皇の第一皇子で、この地の開拓神である五十瓊敷入彦命（いにしきいりひこのみこと）を主祭神とし、妃の淳熨斗媛命（ぬのしひめのみこと）、母の日葉酢媛命（ひばすひめのみこと）、外祖父の彦多都彦命（ひこたつひこのみこと、稲葉国造の祖）、臣下の物部十千根命（もののべのとちねのみこと）を配祀する。これらの神を伊奈波大神と総称する。
社伝によれば、五十瓊敷入彦命は朝廷の命により奥州を平定したが、五十瓊敷入彦命の成功を妬んだ陸奥守豊益の讒言により、朝敵とされて現在の伊奈波神社の地で討たれたという。

## 歴史
社伝によれば、景行天皇14年、武内宿禰が稲葉山北西の椿原（現在の岐阜公園内の丸山）に五十瓊敷入彦命を祀ったのに始まるとされる。壬申の乱の際に天武天皇が当社に戦勝を祈願したという。
天文8年（1539年）、斎藤道三が稲葉山に稲葉山城を築城するにあたり、現在地に遷座した。この際、その地にあった物部十千根命を祀る物部神社を合祀し、稲葉山城の鎮守とした。以降も、岐阜の総産土神として篤い崇敬を受けた。明治6年に県社に列格し、昭和14年に国幣小社に昇格した。戦後の昭和27年7月に岐阜県神社庁より県神社庁長参向指定神社（金幣社）の指定を受ける、
『延喜式神名帳』では、美濃国厚見郡の神社として「伊奈波神社」の社名は記されていないが小社として「物部神社」の社名があり、これが当社に合祀された物部神社であるとされる。あるいは、当社自体が式内・物部神社であるとする説もある。『美濃国神名帳』には「正一位 伊奈波大神」「従五位下 物部明神」と記載されている。

## 施設
明治24年の濃尾地震により殿宇を悉く焼失したが、翌年本殿を復興。そののち昭和4年から昭和15年にかけて二本松孝蔵の設計により現在の社殿が建造された。
- 鳥居（一の鳥居、二の鳥居）、遥拝所
- 神橋
- 楼門、神門
- 拝殿　幣殿、本殿
- 社務所、参集殿、西館
- 水月亭（茶室）
- 境内社
  - 黒龍神社
  - 須佐之男神社（津島神社）
  - 岐阜東照宮 - 2021年（令和3年）6月1日社殿再建[3][4]。
  - 和歌三神社
  - 松尾神社
- 境外摂社
  - 丸山神社（丸山）

## 祭礼
- 2月3日 - 節分祭。9時から20時に節分特別祈祷、18時から節分手筒煙火奉納（約110本の手筒煙火による厄払い）。
- 4月5日[5] - 同市内の金神社（妃神・淳熨斗媛命を祀る）・橿森神社（子神・市隼雄命を祀る）と共同で行われ、岐阜まつりと呼ばれている。

## 文化財
重要文化財（国指定）
- 太刀 銘景依造[6]

岐阜県指定重要文化財
- 石造狛犬[7]
- 木造獅子頭[8]
- 美濃国第三宮因幡社本縁起[9]2巻

### 岐阜市指定文化財
- 稲葉城趾之図

岐阜市指定有形民俗文化財
- 山車[6]4台

### 岐阜市指定無形民俗文化財
- 伊奈波神社祭礼に伴う岐阜まつり行事

## 御朱印
岐阜市のまちづくり団体ひとひとの会によって企画され、2019年（令和元年）11月現在岐阜県内の13箇所において行われている「金の御朱印」企画に参加しており、毎月最終金曜日限定で通常の御朱印とは異なる金をあしらった御朱印が発行されている。

## アクセス
公共交通機関（路線バス）
JR岐阜駅または名鉄岐阜駅から岐阜バス｢N80高富｣行他、N系統の行先番号｢N32｣～｢N86｣の岐阜公園・長良橋方面行きおよび「市内ループ左回り」で約10分、『伊奈波通り』下車後徒歩で約7分。
その他
JR岐阜駅より自転車で約20分。JR岐阜駅にてレンタルサイクルの利用が可能。

## 参考画像

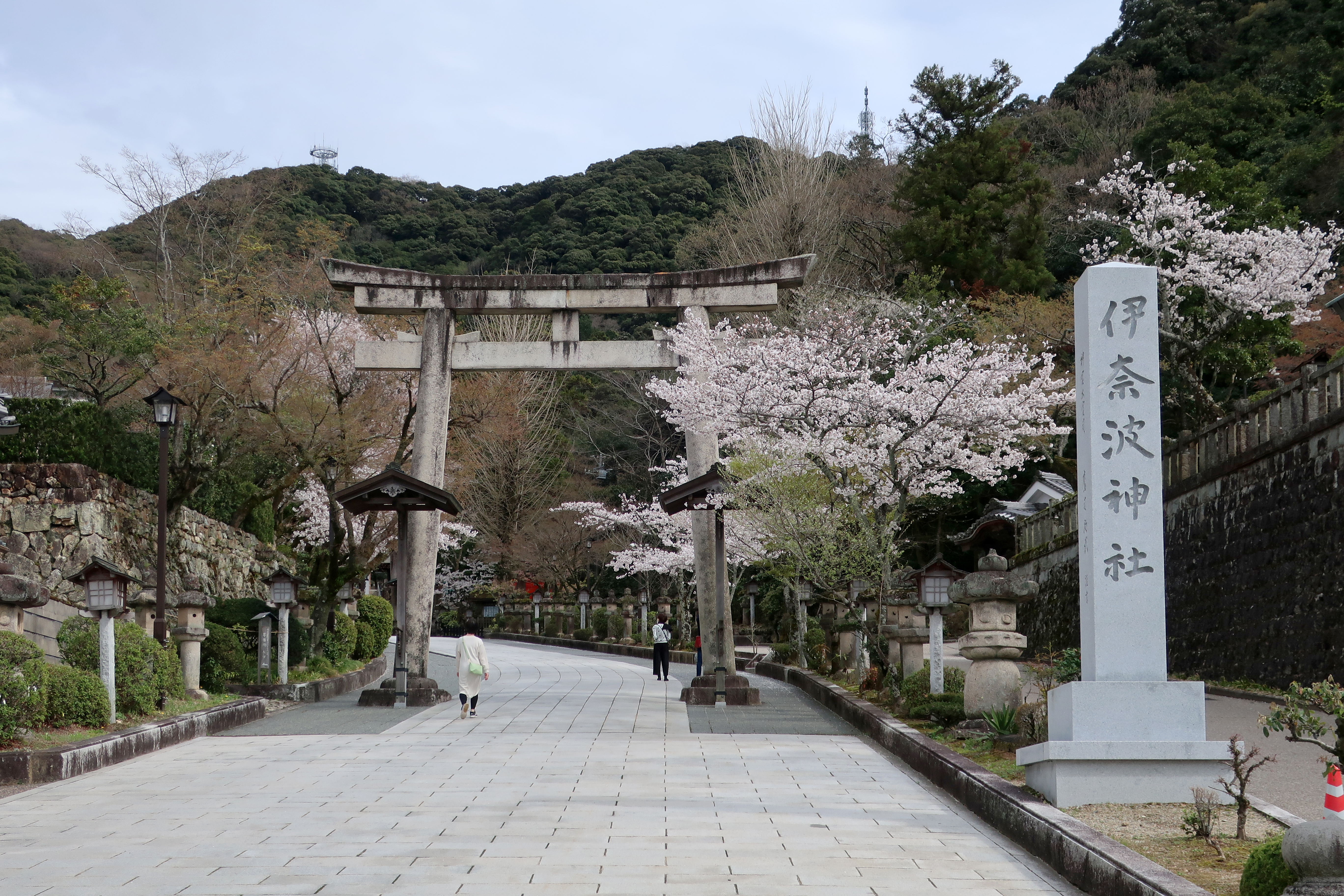
鳥居
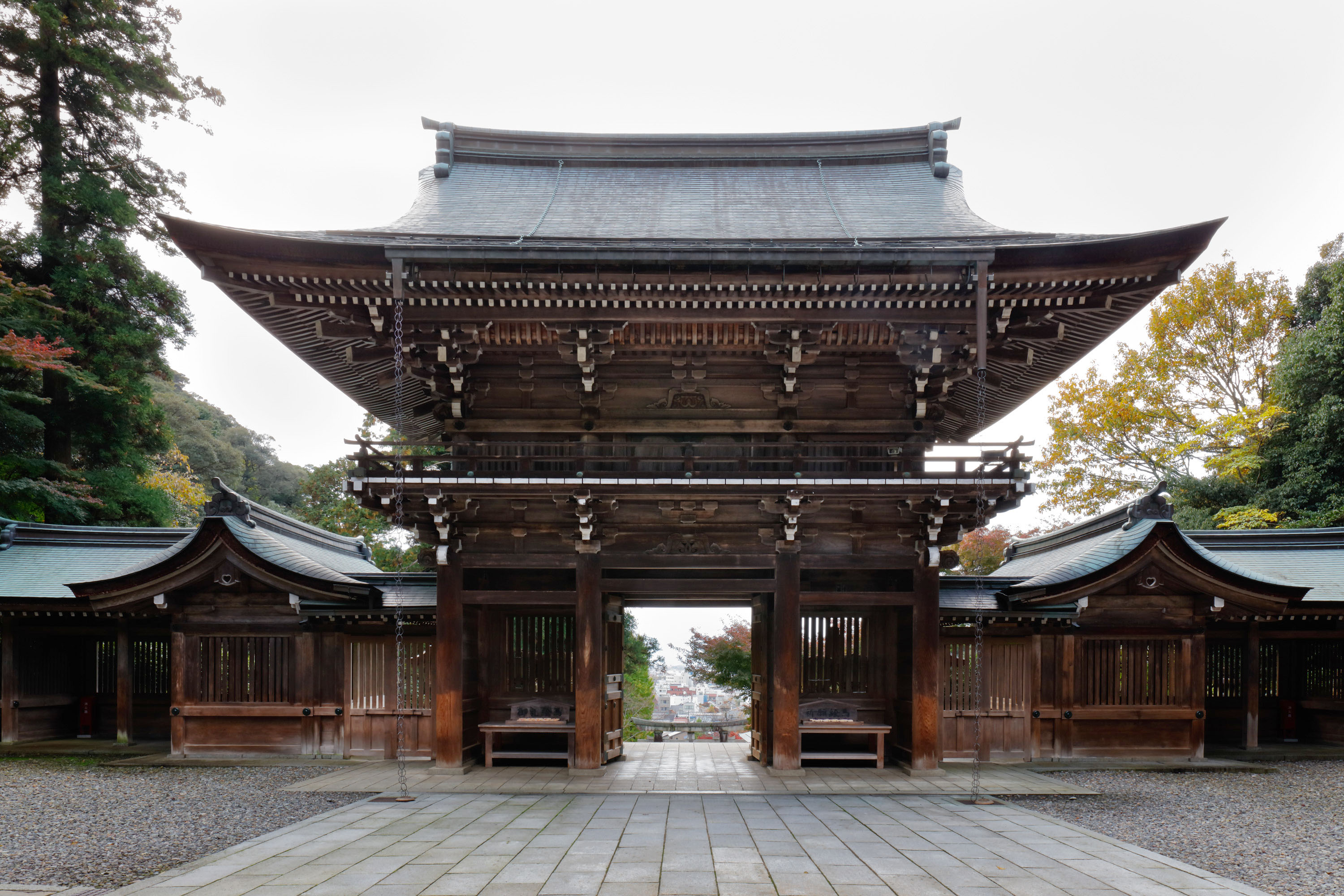
楼門
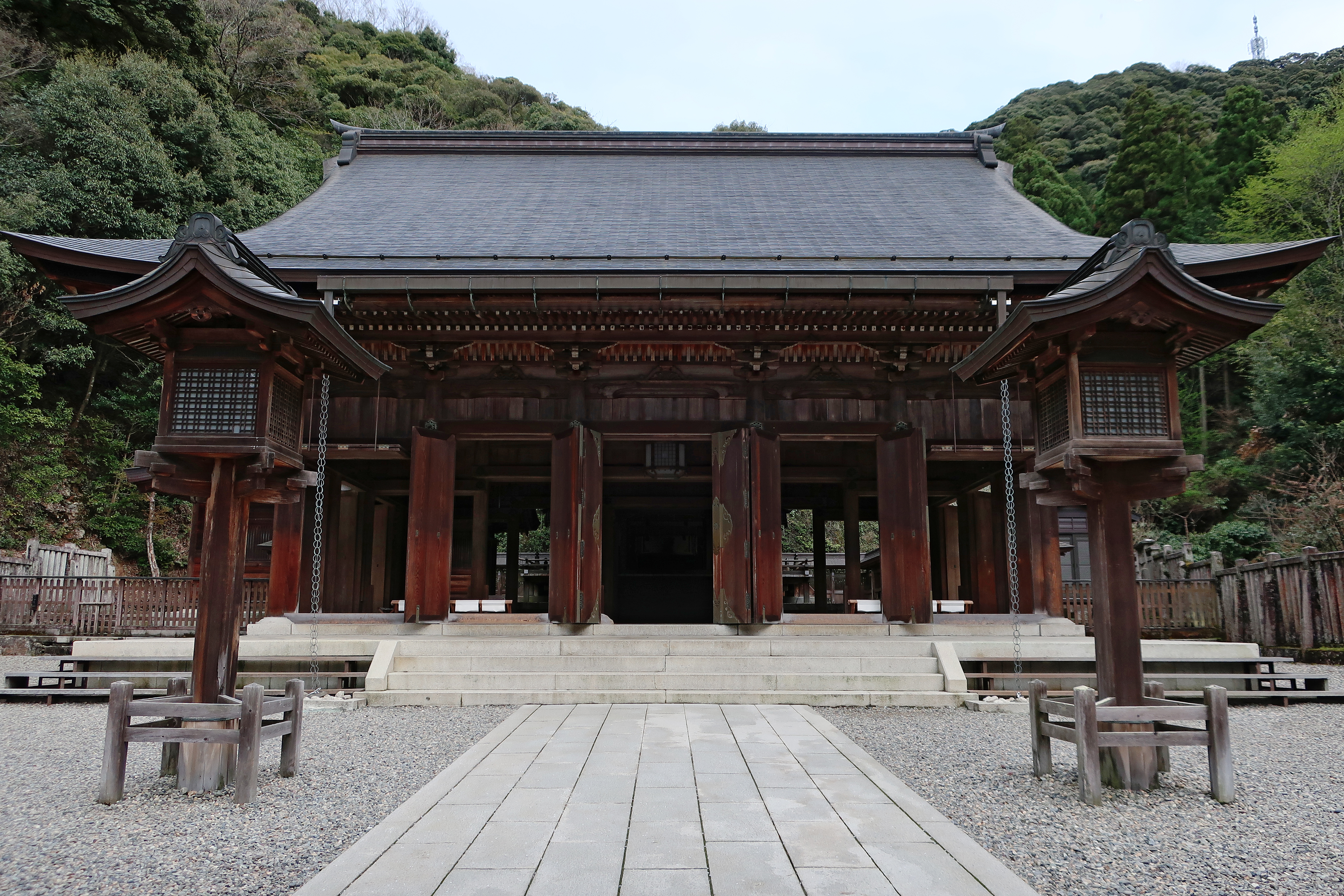
拝殿
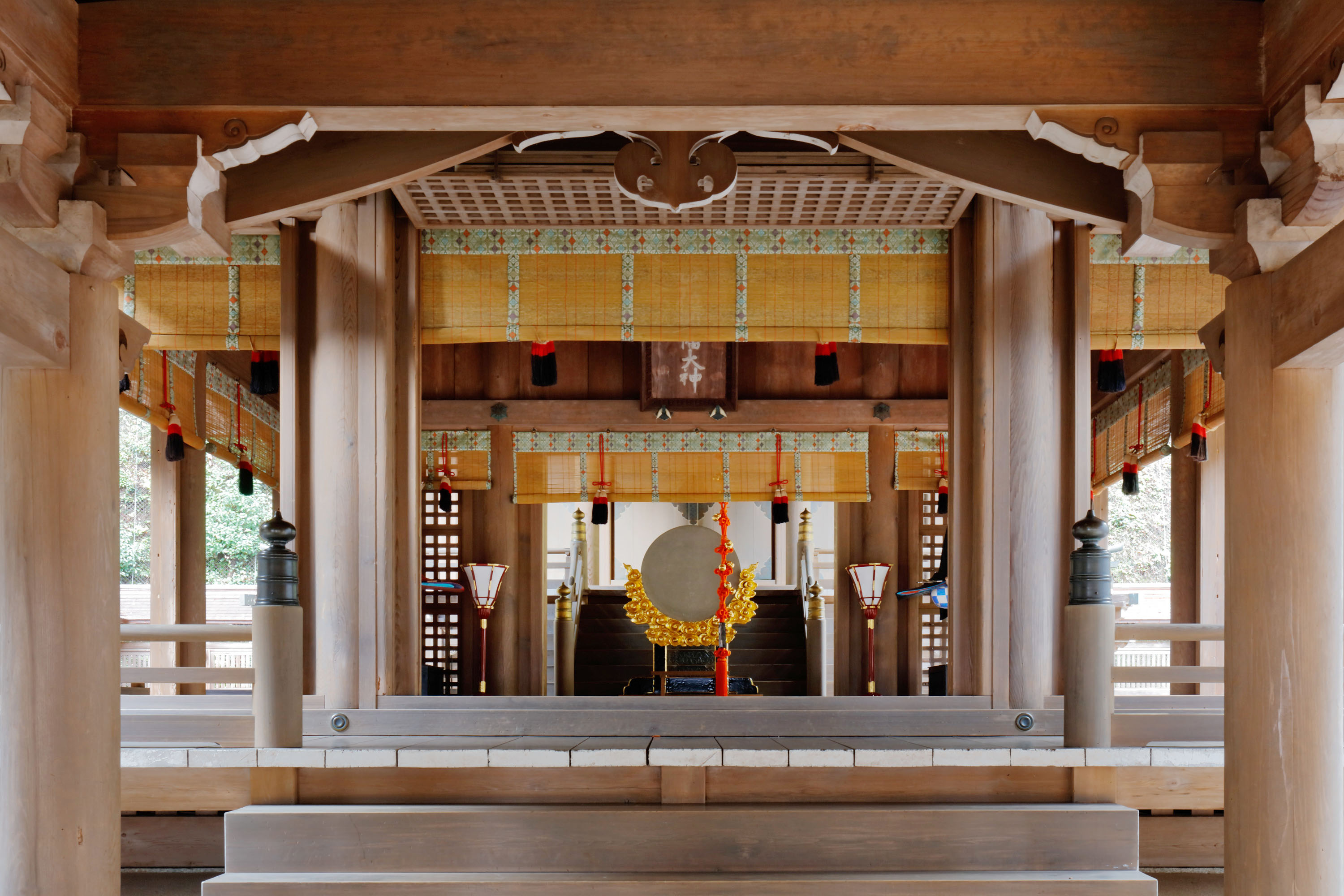
拝殿内部
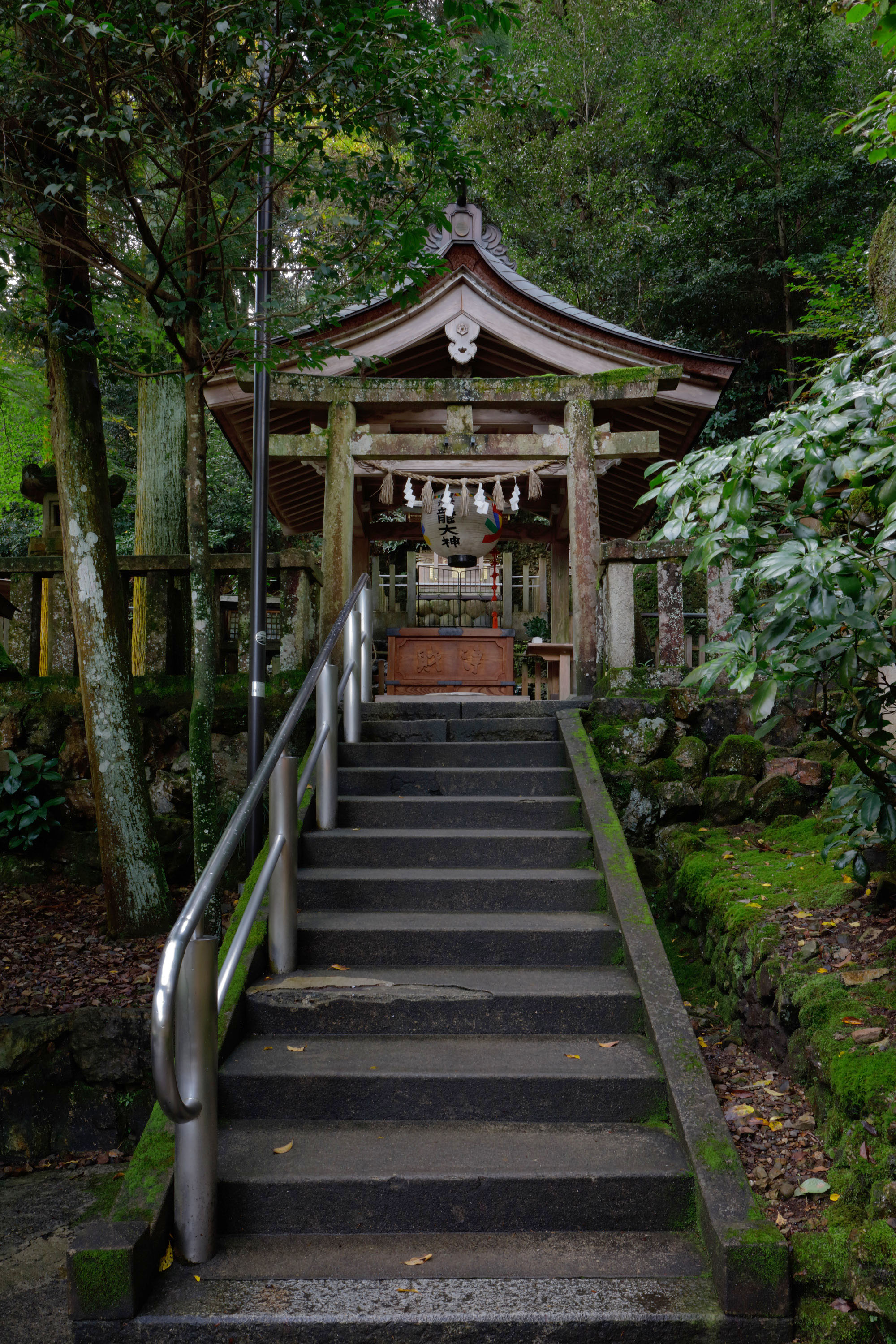
黒龍社
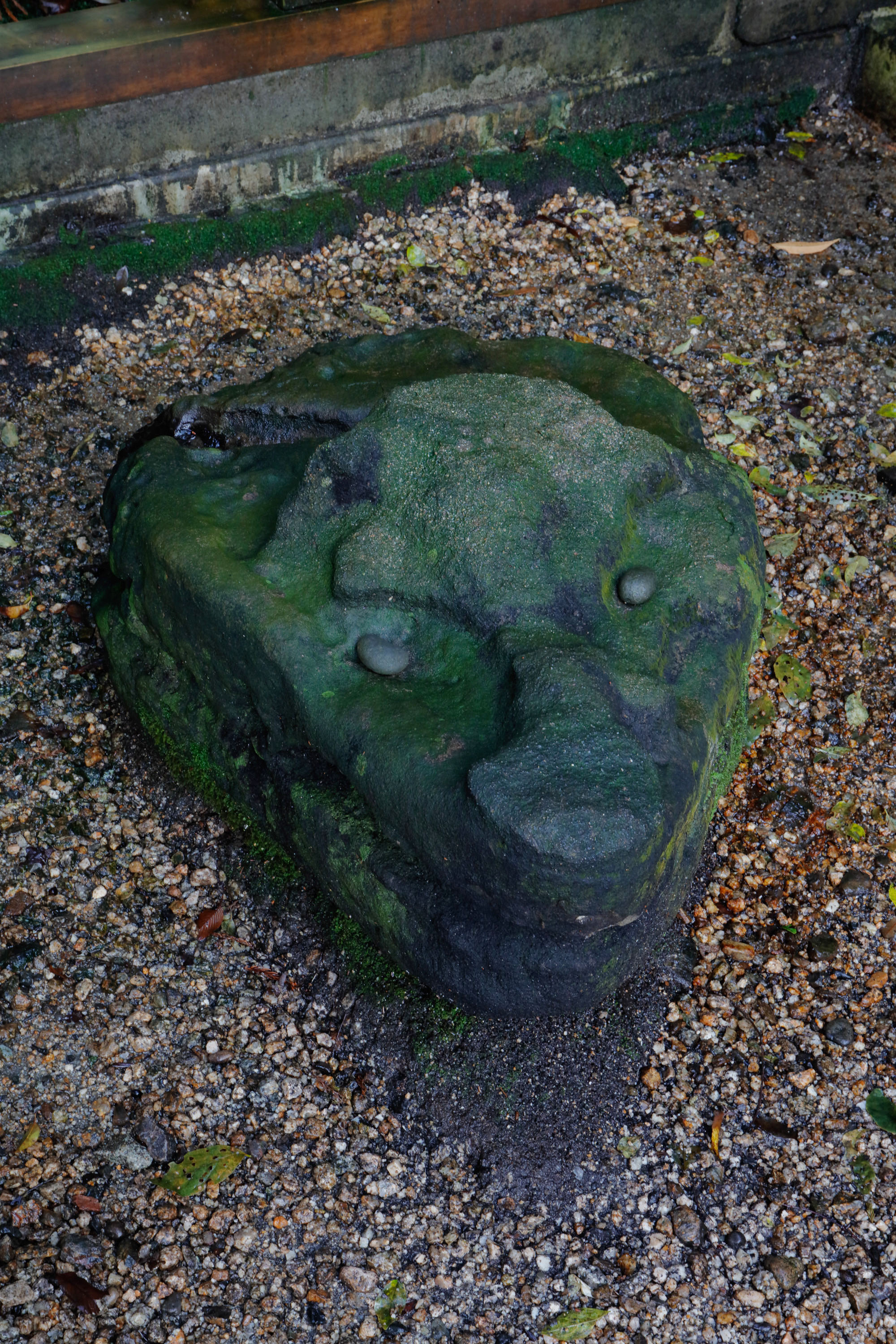
黒龍社-龍頭岩
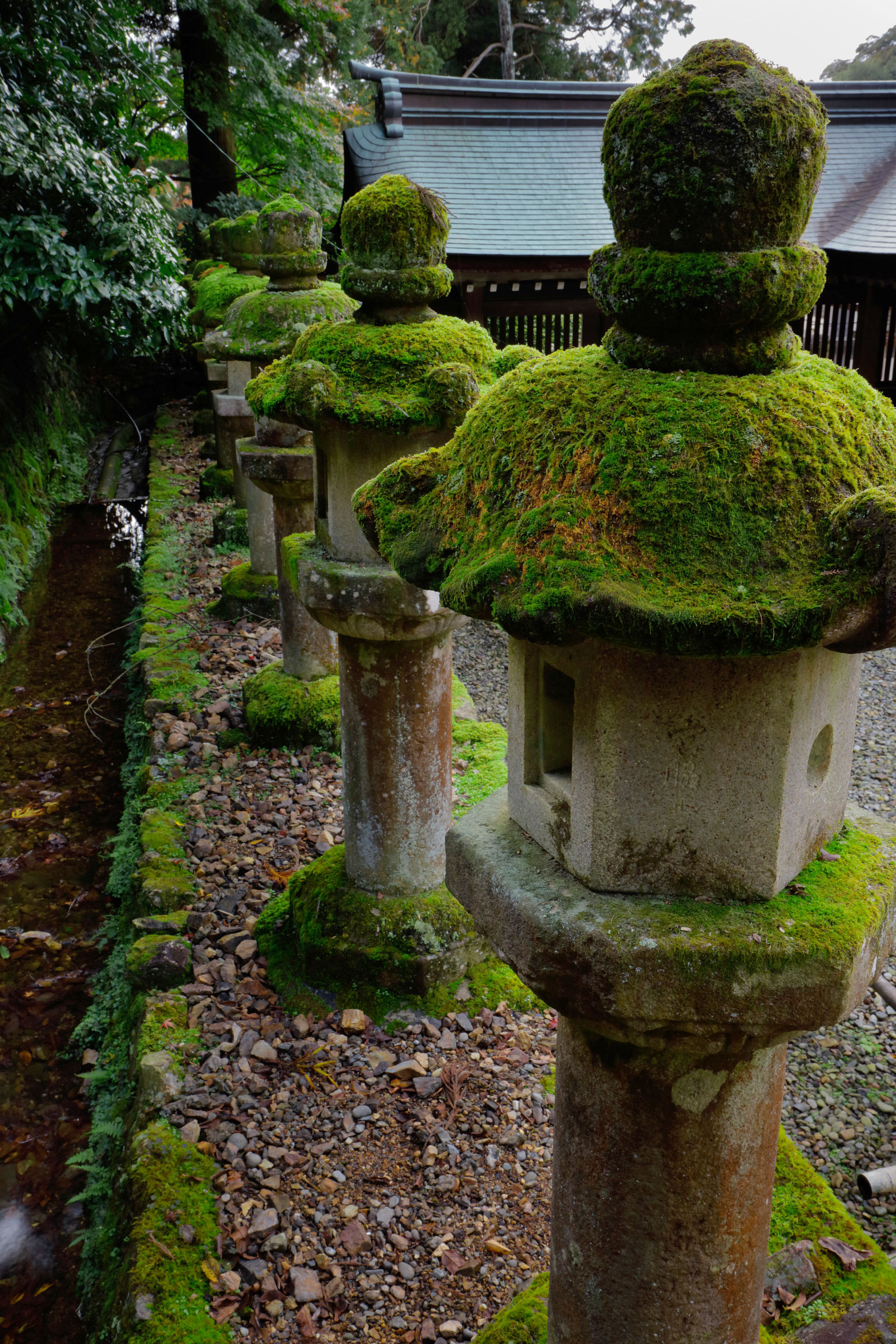
東照宮前の石灯篭
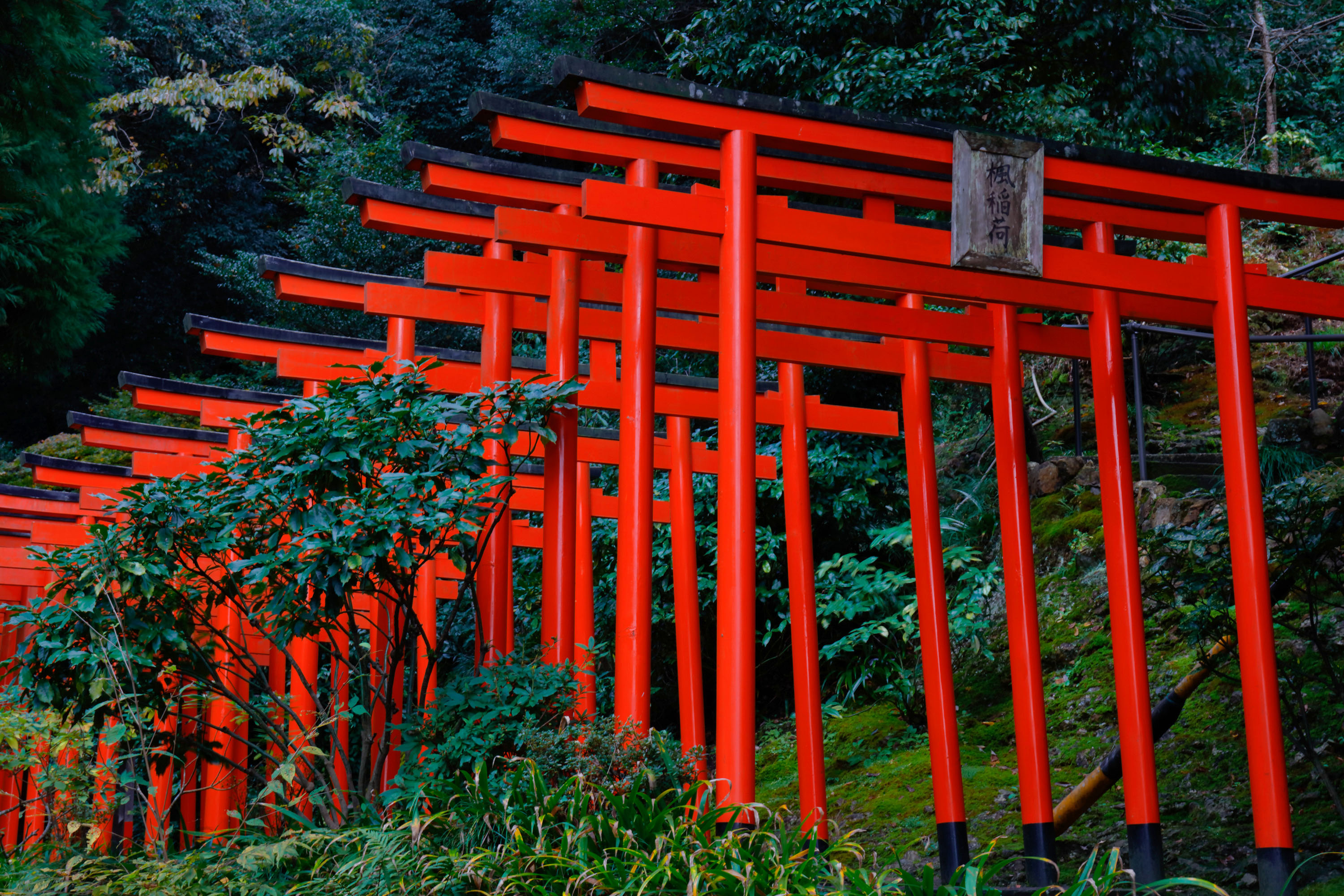
楓稲荷神社鳥居
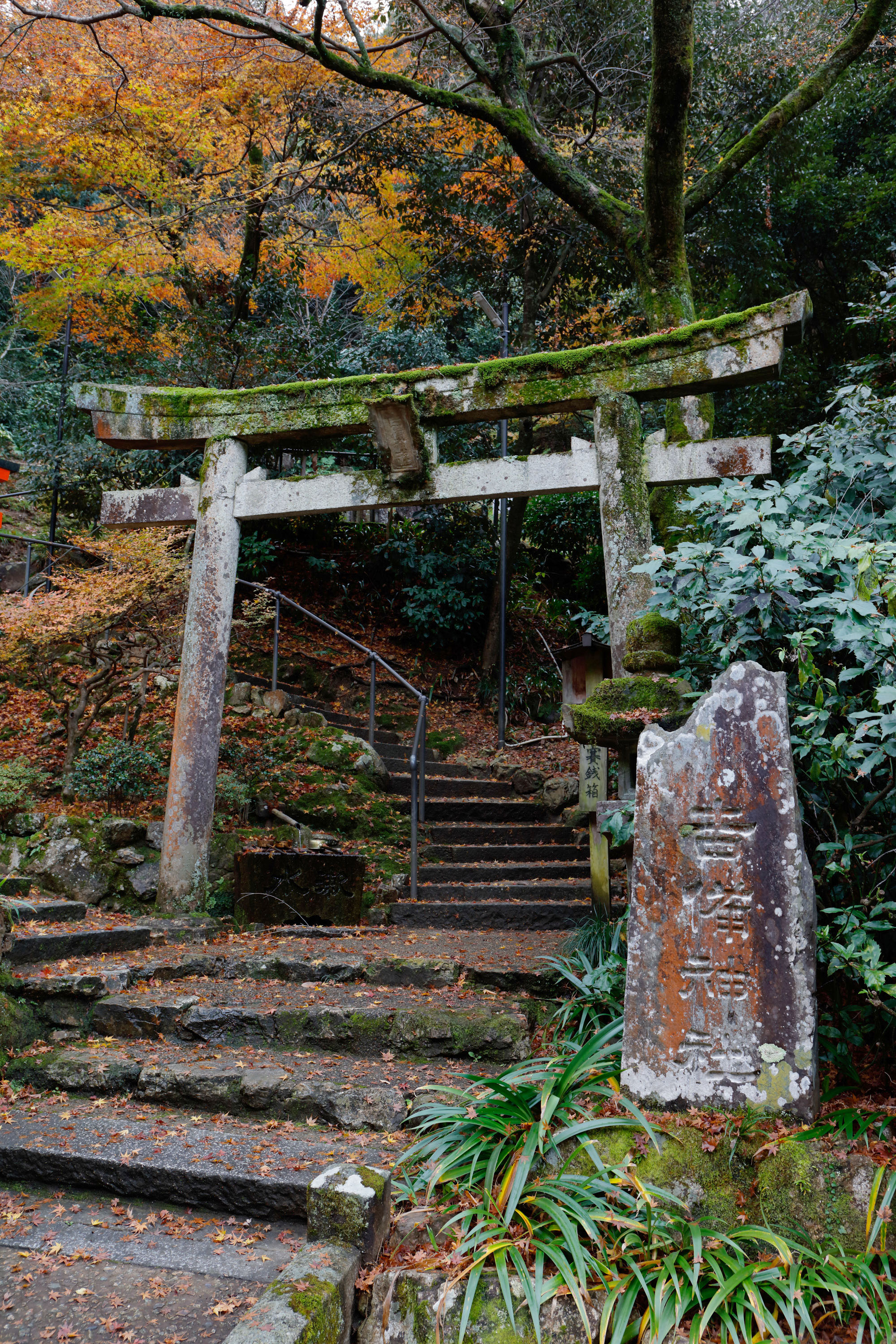
伊吉備神社鳥居
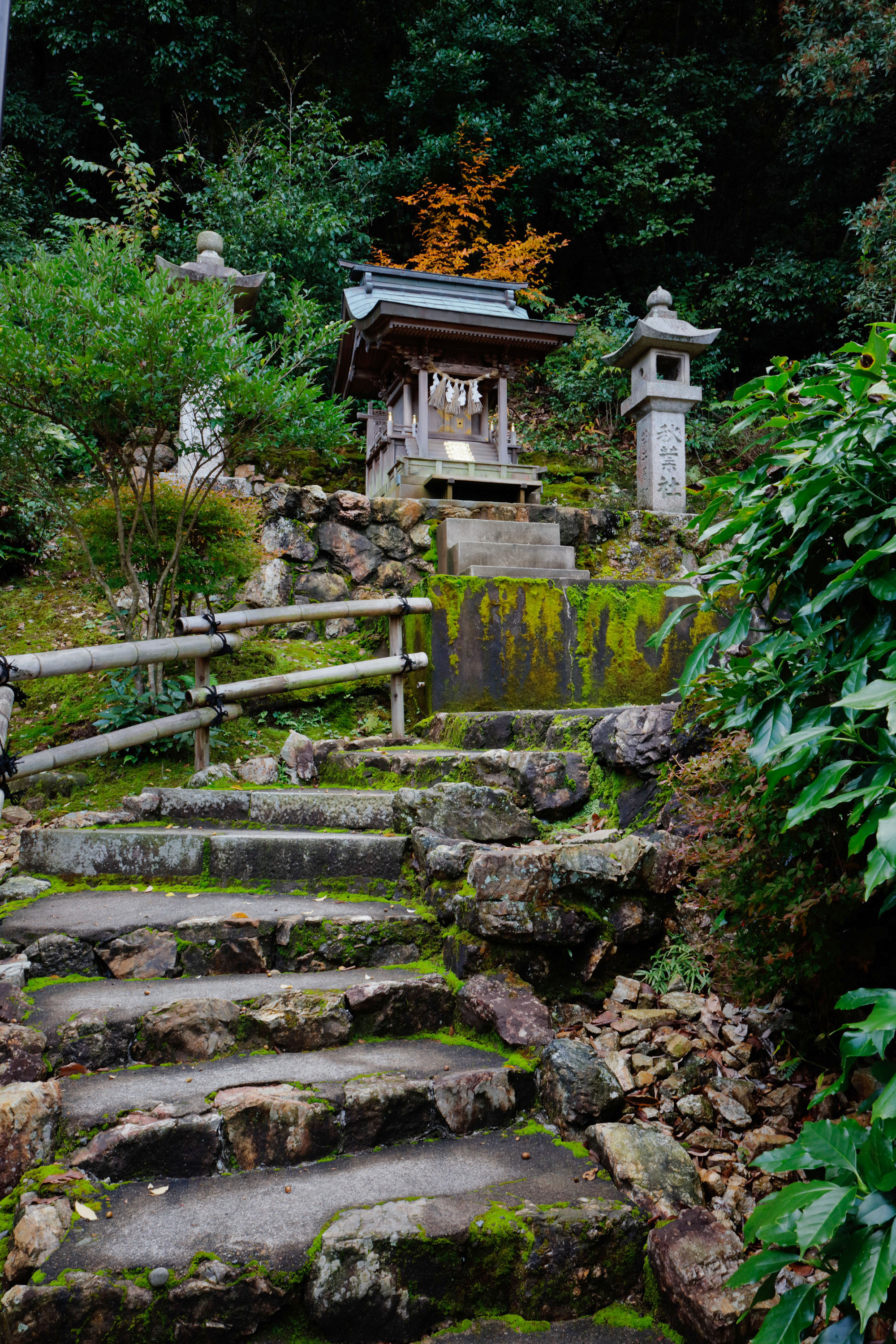
秋葉神社
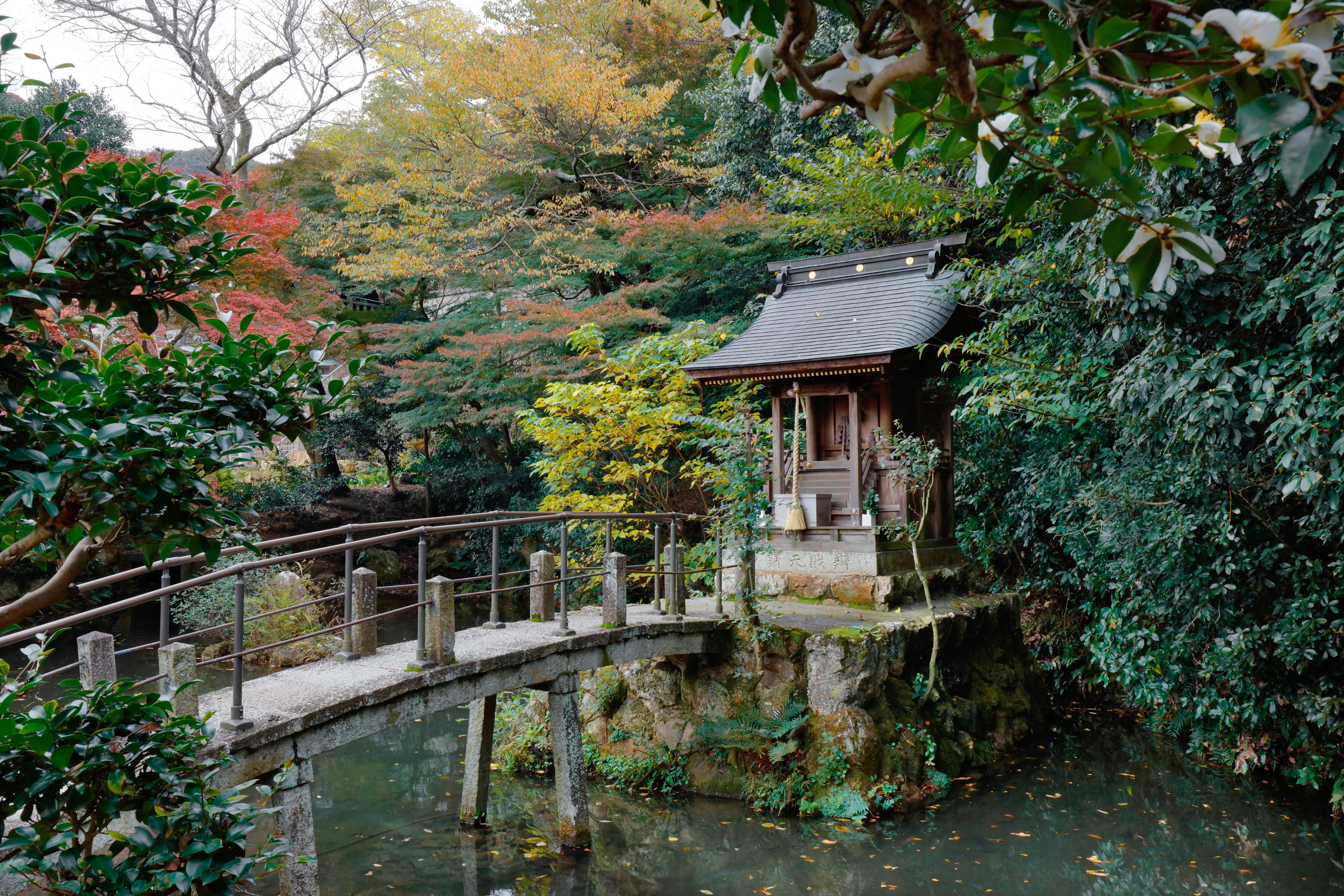
松尾神社

## 関連図書
- 安津素彦・梅田義彦編集兼監修者『神道辞典』神社新報社、1968年、11頁
- 白井永二・土岐昌訓編集『神社辞典』東京堂出版、1979年、41頁